# Komenda Główna Straży Granicznej

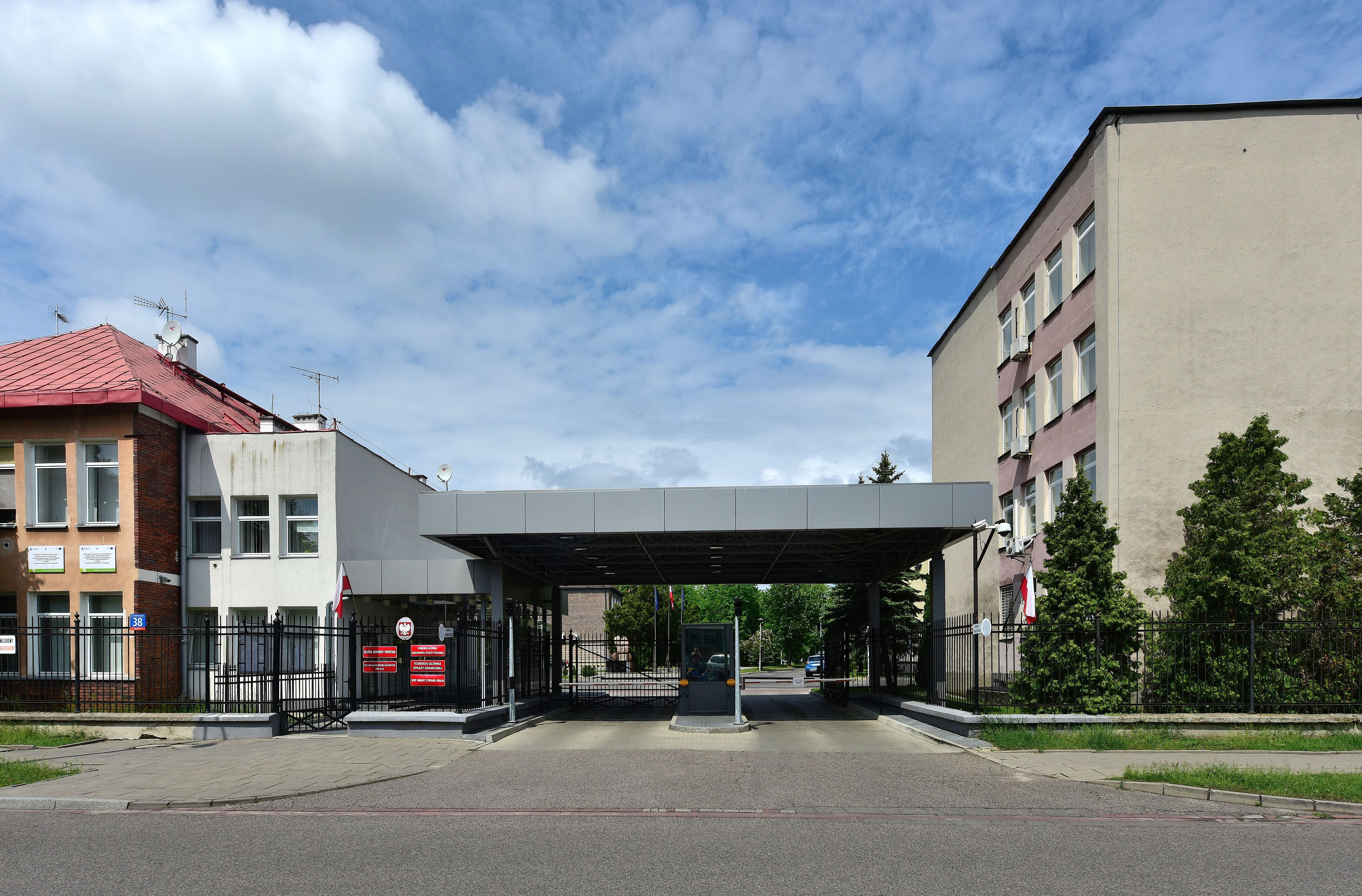
Siedziba Komendy Głównej Straży Granicznej przy ul. Podchorążych 38

Komenda Główna Straży Granicznej – jednostka organizacyjna Straży Granicznej z siedzibą w Warszawie, przy pomocy której Komendant Główny Straży Granicznej realizuje zadania określone w ustawach.
Siedziba Komendy Głównej Straży Granicznej znajduje się przy al. Niepodległości 100, ul. Podchorążych 38 i ul. Wynalazek 4  w Warszawie.

## Komendant Główny Straży Granicznej
Źródło:.
Komendant Główny Straży Granicznej jest centralnym organem administracji rządowej, właściwym w sprawach ochrony granicy państwowej na lądzie i na morzu oraz kontroli ruchu granicznego. Komendant Główny SG podległy jest ministrowi właściwemu do spraw wewnętrznych. Komendanta Głównego SG powołuje i odwołuje Prezes Rady Ministrów na wniosek ministra właściwego do spraw wewnętrznych. Zastępców Komendanta Głównego SG powołuje i odwołuje minister właściwy do spraw wewnętrznych na wniosek Komendanta Głównego SG. Komendant Główny SG jest przełożonym wszystkich funkcjonariuszy Straży Granicznej.
Do zakresu działania Komendanta Głównego SG należy w szczególności:
1. kierowanie prowadzonymi przez Straż Graniczną działaniami w zakresie ochrony granicy państwowej oraz kontroli ruchu granicznego;
2. analizowanie zagrożeń bezpieczeństwa granicy państwowej;
3. nadawanie regulaminów organizacyjnych komendom oddziałów Straży Granicznej oraz komórkom organizacyjnym Komendy Głównej Straży Granicznej, a także nadawanie statutów ośrodkom szkolenia Straży Granicznej;
4. organizowanie i określanie zasad szkolenia zawodowego funkcjonariuszy oraz pracowników Straży Granicznej;
5. sprawowanie nadzoru nad terenowymi organami Straży Granicznej oraz nad ośrodkami szkolenia Straży Granicznej;
6. udział w przygotowaniu projektu budżetu państwa w zakresie dotyczącym Straży Granicznej, zgodnie z odrębnymi przepisami;
7. współdziałanie w zakresie realizowanych zadań z właściwymi organami państwowymi, jednostkami samorządu terytorialnego i organizacjami społecznymi;
8. prowadzenie współpracy międzynarodowej z organami i instytucjami właściwymi w sprawach ochrony granic państwowych.

Komendant Główny SG w stosunku do pracowników zatrudnionych w Komendzie Głównej wykonuje zadania dyrektora generalnego urzędu przewidziane w ustawie z dnia 21 listopada 2008 o służbie cywilnej.
Zarządzeniem nr 64 Komendanta Głównego Straży Granicznej z dnia 2 listopada 2010 roku określono i wprowadzono symbol Komendy Głównej Straży Granicznej.

## Kierownictwo
Źródło:.
- Komendant Główny Straży Granicznej: gen. dyw. SG Robert Bagan
- Zastępcy Komendanta Głównego:
  - gen. bryg. SG Tomasz Michalski[5]
  - gen. bryg. SG Grzegorz Niemiec[6]
  - gen. bryg. SG Wioleta Gorzkowska
- Rzecznik Prasowy Komendanta Głównego Straży Granicznej: mjr SG Andrzej Juźwiak[7][8]

## Struktura organizacyjna
W skład Komendy Głównej SG wchodzą następujące komórki organizacyjne:
- Gabinet Komendanta Głównego Straży Granicznej;
- Zespół Prasowy Komendanta Głównego Straży Granicznej;
- Biuro Kadr i Szkolenia;
- Biuro Kontroli;
- Audyt Wewnętrzny;
- Zarząd Graniczny;
- Zarząd Operacyjno-Śledczy;
- Biuro Prawne;
- Zarząd do Spraw Cudzoziemców;
- Biuro Spraw Międzynarodowych;
- Biuro Ochrony Informacji;
- Biuro Analityczno-Sytuacyjne;
- Biuro Łączności i Informatyki;
- Biuro Techniki i Zaopatrzenia;
- Biuro Finansów;
- Biuro Lotnictwa Straży Granicznej.

## Komendanci Główni Straży Granicznej
Opracowano na podstawie materiału źródłowego.
- płk SG Marek Lisiecki – od 30 listopada 1990 do 1 czerwca 1992
- ppłk SG Krzysztof Janczak – od 1 czerwca 1992 do 31 października 1992
- płk SG Jan Wojcieszczuk – od 1 listopada 1992 do 3 stycznia 1997
- gen. bryg. SG Andrzej Anklewicz – od 3 stycznia 1997 do 7 listopada 1997
- gen. bryg. SG Marek Bieńkowski – od 12 listopada 1997 do 26 października 2001
- gen. dyw. SG Józef Klimowicz – od 26 października 2001 do 5 października 2005
- p.o. komendanta gen. bryg. SG Marian Kasiński – od 6 października 2005 do 3 listopada 2005
- gen. bryg. SG Mirosław Kuśmierczak – od 3 listopada 2005 do 17 grudnia 2007
- p.o. komendanta płk SG Jacek Bajger – od 17 grudnia 2007 do 16 stycznia 2008
- gen. bryg. SG Leszek Elas – od 16 stycznia 2008 do 10 kwietnia 2012
- gen. dyw. SG Dominik Tracz – od 11 kwietnia 2012 do 31 grudnia 2015
- gen. bryg. SG Marek Łapiński – od 31 grudnia 2015 do 22 stycznia 2018
- gen. dyw. SG Tomasz Praga – od 23 stycznia 2018 do 19 stycznia 2024
- gen. dyw. SG Robert Bagan – od 20 stycznia 2024[11]

## Odznaczenia
- Medal „Pro Patria” (2017)[12]